# Tunturit
Tunturit är ett naturreservat i Gällivare och Pajala kommuner i Norrbottens län.
Området är naturskyddat sedan 2008 och är 119,7 kvadratkilometer stort. Reservatet omfattar fler berg/lågfjäll och myrmarker. Reservatet skog är av typen ur- och naturskog.